# Mylène Jampanoï
Mylène Jampanoï, alla nascita Lena Jam-Panoï (cinese tradizionale: 米蘭妮·詹姆帕諾米; cinese semplificato: 米兰妮·让帕诺米; pinyin: Mǐlánnī Ràngpànuòmǐ; Aix-en-Provence, 12 luglio 1980), è un'attrice e modella francese.

## Biografia
Figlia di un immigrato vietnamita, fuggito in Francia negli anni settanta  a causa della Guerra del Vietnam, e di madre francese, Mylène nasce ad Aix-en-Provence, in Costa Azzurra. Qui cresce e rimane fino all'inizio degli anni 2000.
Mylène ha il primo approccio con i set nel 2001 durante il periodo studentesco all'Università di Aix, quando viene scelta nel cast della soap opera Sous le soleil, trasmessa in Italia col titolo Saint Tropez. Nello stesso periodo decide di dare una svolta alla propria vita, lasciando gli studi di diritto e iniziando quelli di recitazione, trasferendosi a Parigi. Tre anni più tardi, nel 2004, fa il suo debutto nel cinema con il film I fiumi di porpora 2 - Gli angeli dell'Apocalisse. Nel 2009 raccoglie un discreto successo come protagonista del film horror Martyrs, al fianco di Morjana Alaoui.
Nel 2006 sposa a Goa l'attore e modello indiano Milind Soman, conosciuto sul set del film Valley of Flowers. I due poi divorziano nel 2009. Attualmente continua a risiedere nella capitale francese, nel III arrondissement. Come modella, dal 2007 Mylène presta il suo volto alle campagne Dior per il continente asiatico.

## Filmografia

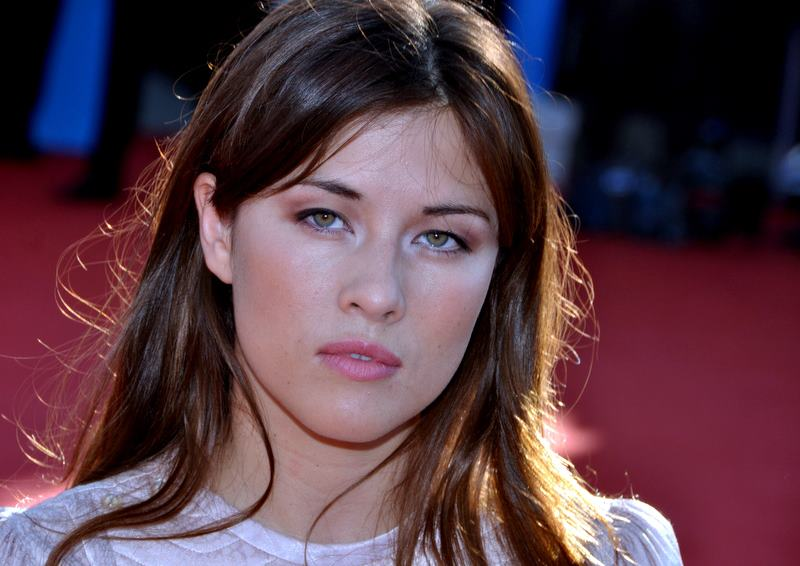
Mylène Jampanoï nel 2012

### Cinema
- I fiumi di porpora 2 - Gli angeli dell'Apocalisse, regia di Olivier Dahan  (2004)
- 36 Quai des Orfèvres, regia di Olivier Marchal (2004)
- Cavalcade, regia di Steve Suissa  (2005)
- Les filles du botaniste, regia di Dai Sijie (2006)
- Valley of Flowers (2006)
- Pleure en silence (2006)
- Martyrs, regia di Pascal Laugier  (2008)
- Kung Fu Panda (2008) - Vipera (doppiaggio francese)
- Le bal des actrices (2009)
- Gainsbourg (vie héroïque), regia di  Joann Sfar (2010)
- Hereafter, regia di Clint Eastwood (2010)
- HH, Hitler à Hollywood (2011)
- Clean Out (2011)
- Kung Fu Panda 2 (2011) - Vipera (doppiaggio francese)
- Laurence Anyways e il desiderio di una donna..., regia di Xavier Dolan (2012)
- Undercover - L'infiltrato (Enquête sur un scandale d'État), regia di Thierry de Peretti (2021)

### Televisione
- Saint Tropez (Sous le soleil) - serie TV, (2001-2002)
- Le détective: Contre-enquête - serie TV, (2001)
- Choisir d'aimer - serie TV, (2008)
- La pelle di zigrino (2010) - film TV
- Rani - serie TV, episodi da 1 a 8 (2011)